# Transgen
Et transgen er et gen, der er blevet overført naturligt eller ved brug af genteknologiske-teknikker, fra én organisme til en anden. Introduktionen af et transgen er også kendt som transgenese og har potentialet til at ændre fænotypen for en organisme. Transgen beskriver et segment af DNA, som indeholder en gensekvens, der er blevet isoleret fra én organisme og introduceret i en anden organisme. Det ikke-native segment af DNA kan enten bevare evnen til at producere RNA og protein i den transgene organisme, eller ændre funktionen af den transgene organismes genetiske kode. Generelt er DNA'et inkorporeret i organismens kimlinje. For eksempel ved at at injicere det fremmede DNA i kernen af et befrugtet æg. Denne teknik bruges blandt andet til at undersøge funktioner og patologien relateret til det pågældende gen .
Konstruktionen af et transgen kræver sammensætning af nogle forskellige elementer. Transgenet skal bestå af en promoter, som er en regulatorisk sekvens, der styrer, hvor og hvornår genet er udtrykt, cDNA eller en anden proteinkodende sekvens og et polyadenyleringssignal . De kodende sekvenser er typisk valgt fra transgener med allerede kendte funktioner. Disse elementer er typisk kombineret i et bakterielt plasmid.
Transgene eller genetisk modificerede organismer, hvad enten de er bakterier, vira eller svampe, tjener mange formål indenfor forskning.

Denne artikel er helt eller delvist baseret på materiale fra den engelsksprogede Wikipedia.